# 四渎
四渎之称首见于《尔雅·释水》，是指中国古代的河（黃河）、淮（淮河）、济（济水）、江（长江）四条入海河流。“四渎”在中国民间信仰中是河川神的代表，唐代始称淮河为东渎，长江为南渎，黄河为西渎，济水为北渎。
四渎中，今存黄河、淮河、長江。济水，又名兖水，山东段则称大清河，古代发源于发源于今河南省济源市境内，东经温县、武陟县南入黄河，然后又出河南而继续东流经山东入渤海。1855年，济水被黄河改道夺据，成为黄河下游河道，济水遂不复存在。
明朝时封东渎为“大淮之神”，南渎为“大江之神”，西渎为“大河之神”，北渎为“大济之神”。

## 延伸阅读
[在维基数据编辑]
 《欽定古今圖書集成·方輿彙編·山川典·四瀆總部》，出自陈梦雷《古今圖書集成》